# Armando Falconi
Armando Falconi (10 de julio de 1871 – 10 de septiembre de 1954) fue un actor teatral y cinematográfico de nacionalidad italiana.

## Biografía
Nacido en Roma, Italia, en el seno de una familia de artistas, su padre era Pietro Falconi, un actor y director teatral, y su madre, Adelaide Negri, era también actriz. También su hermano, el menos famoso Arturo, se dedicó a las artes dramáticas, aunque consiguiendo un menor éxito que el resto de la familia.
A los 23 años ya era segundo actor en una compañía teatral  napolitana. Particularmente adecuado para los papeles cómicos, pronto destacó en el campo de la comedia. Con frecuencia actuó también en el cine, interpretando casi siempre un mismo papel, el de anciano e ingenuo rompecorazones.
En 1901 se casó, tras batirse en duelo con un periodista para defenderla, con la actriz Tina Di Lorenzo, con la cual tuvo un hijo, Dino Falconi. Su unión fue también profesional, ya que a menudo trabajaron juntos.
En 1943 un incidente troncó su carrera: sufrió una caída en los estudios Cines, en Roma, no recuperándose nunca del infortunio, por lo que en años sucesivos apareció esporádicamente en unas pocas películas. Además, su situación física se complicó con la aparición de una enfermedad de Parkinson, que le  forzó a la inmovilidad hasta el momento de su muerte, ocurrida en Milán, Italia, en 1954.

## Filmografía
| - Rubacuori, de Guido Brignone (1931) - La vacanza del diavolo, de Jack Salvatori (1931), guion - La stella del cinema, de Mario Almirante (1931) - Patatrac, de Gennaro Righelli (1931) - L'ultima avventura, de Mario Camerini (1932) - La segretaria per tutti, de Amleto Palermi (1933) - Sette giorni cento lire, de Nunzio Malasomma (1933) - Re burlone, regia di Enrico Guazzoni (1935) - Cleo, Robes e Manteaux, de Nunzio Malasomma (1935) - Sette giorni all'altro mondo, de Mario Mattoli (1936) - Joe il rosso, de Raffaello Matarazzo (1936) - È tornato carnevale, de Raffaello Matarazzo (1937) - Felicita Colombo, de Mario Mattoli (1937) - Nonna Felicita, de Mario Mattoli (1938) - I figli del marchese Lucera, de Amleto Palermi (1938) - Il documento, de Mario Camerini (1939) - Le sorprese del divorzio, de Guido Brignone (1939) - Follie del secolo, de Amleto Palermi (1939) - Cento lettere d'amore, de Max Neufeld (1940) - Alessandro sei grande!, de Carlo Ludovico Bragaglia (1940) - La nascita di Salomè, de Jean Choux (1940) - Il signore della taverna, de Amleto Palermi (1940) | - Don Pasquale, de Camillo Mastrocinque (1940) - Una famiglia impossibile, de Carlo Ludovico Bragaglia (1940) - L'orizzonte dipinto, de Guido Salvini (1940) - Vento di milioni, de Dino Falconi (1940) - Due cuori sotto sequestro, de Carlo Ludovico Bragaglia (1941) - La bocca sulla strada, de Roberto Roberti (1941) - Sancta Maria, de Pier Luigi Varaldo, Edgar Nelville (1941) - Se non son matti non li vogliamo, de Esodo Pratelli (1941) - L'elisir d'amore, de Amleto Palermi (1941) - I promessi sposi, de Mario Camerini (1941) - Giorno di nozze, de Raffaello Matarazzo (1942) - Il birichino di papà, de Raffaello Matarazzo (1942) - Quarta pagina, de Nicola Manzari (1943) - Tempesta sul golfo, de Gennaro Righelli (1943) - Ti conosco mascherina!, de Eduardo De Filippo (1943) - Rossini, de Mario Bonnard (1943) - Non sono superstizioso... ma!, de Carlo Ludovico Bragaglia (1943) - La locandiera, de Luigi Chiarini (1943) - L'invasore, de Nino Giannini (1943) - Gioco d'azzardo, de Parsifal Bassi (1943) - C'era una volta Angelo Musco, de Giorgio Walter Chili (1953) |